# Escoles Laietània
Escoles Laietània és el nom (en plural) que rep l'escola que van fundar Josep Pereña i Moros, Serafina Blasi i Pujol, Henriette Massé i Manel Niubó, a Barcelona, l'any 1953. Va ser un model d'escola basat en la catalanitat, la coeducació i la creativitat, en la qual els valors i el respecte a totes les persones independentment de les seves característiques personals, creences i condició social eren nuclears. Es tractava d'un projecte educatiu molt innovador a l'època, fins i tot contravenint les disposicions oficials de la dictadura franquista en matèria educativa.
Els primers dos anys l'escola va funcionar en un pis al carrer Sardenya, 508, i a partir del tercer curs escolar es va ubicar en una torre al carrer Verge de la Salut, 97. Posteriorment es va anar ampliant a diverses torres del barri de Gràcia. A principis dels anys 70 es va fusionar amb l'Escola Taulat. Josep Pereña i Moros va ser-ne el director des de la fundació de l'escola fins a l'any 1987, quan es va jubilar als 70 anys. Finalment, l'escola va plegar definitivament l'any 1995.